# Sa thạch đỏ cổ

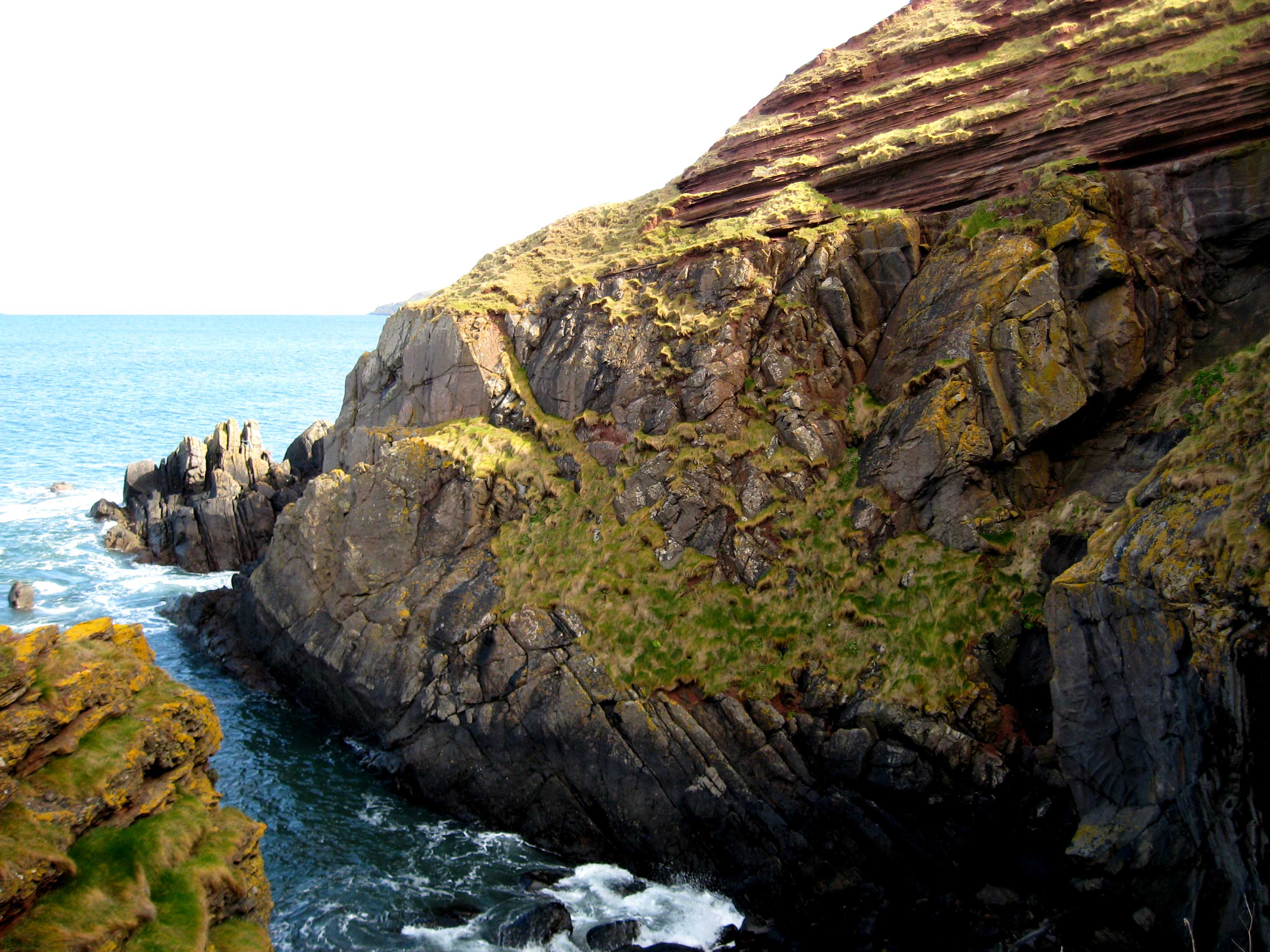
Bất chỉnh hợp góc Hutton tại mũi Siccar, nơi sa thạch đỏ cổ Devon 370 triệu năm tuổi phủ lên greywacke Silur 435 triệu năm tuổi.

Sa thạch đỏ cổ là tập hợp các khối đá ở khu vực Bắc Đại Tây Dương phần lớn có tuổi Devon. Nó nằm kéo dài ở phía đông trên khắp Vương quốc Anh, Ireland và Na Uy, và ở phía tây dọc theo bờ biển phía đông bắc Bắc Mỹ. Nó cũng trải rộng về phía bắc vào đảo Greenland và Svalbard. Những khu vực này là một phần của lục địa cổ đại của Euramerica/Laurussia. Ở Anh, nó là một đơn vị thạch địa tầng mà các nhà nghiên cứu địa tầng coi là một siêu nhóm (siêu quần) và có tầm quan trọng đáng kể đối với cổ sinh vật học. Thuận tiện hơn, phiên bản ngắn của thuật ngữ này, ORS (viết tắt tiếng Anh của Old Red Sandstone) thường được sử dụng trong tài liệu về chủ đề này. Thuật ngữ này được đặt ra để phân biệt trình tự này với sa thạch đỏ mới cũng xuất hiện rộng rãi trên khắp nước Anh.

## Trầm tích học
Sa thạch đỏ cổ mô tả một hệ đá trầm tích đã lắng đọng trong nhiều môi trường khác nhau thời kỳ Devon nhưng trải rộng từ cuối kỷ Silur đến thời kỳ sớm nhất của kỷ Cacbon. Khối đá hoặc tướng đá, bị chi phối bởi các trầm tích bồi tích và cuội kết tại đáy của nó, và tiến triển thành sự kết hợp của các trầm tích cồn, hồ và sông.
Màu đỏ quen thuộc của những tảng đá này phát sinh từ sự hiện diện của oxit sắt nhưng không phải tất cả sa thạch đỏ cổ đều là màu đỏ hay sa thạch - phân tập này cũng bao gồm các loại cuội kết, đá bùn, bột kết và đá vôi mỏng và màu sắc có thể từ xám và xanh lục đến đỏ và tía. Các đôi tích này gắn chặt với sự xói mòn của chuỗi núi Caledonia, đã được nâng lên bởi sự va chạm của các lục địa cổ Avalonia, Baltica và Laurentia để tạo thành lục địa sa thạch đỏ cổ - một sự kiện được gọi là kiến tạo sơn Caledonia.
Nhiều hóa thạch được tìm thấy trong đá, bao gồm các loài cá từ thời xa xưa, các loài chân đốt và thực vật. Là điển hình đối với các loại tầng đá đỏ trên cạn, phần lớn đá là không có hóa thạch, tuy nhiên các tầng đá cục bộ, cô lập trong nhóm đá này có chứa hóa thạch. Những loại đá có độ tuổi này cũng nằm ở phía tây nam nước Anh (do đó mà có tên 'kỷ Devon'; lấy theo địa danh Devon) mặc dù chúng có nguồn gốc biển thực sự và không được gộp trong sa thạch đỏ cổ.

## Địa tầng
Vì sa thạch đỏ cổ bao gồm chủ yếu là đá có nguồn gốc trên cạn, nó thường không chứa các hóa thạch biển, điều này chứng minh sự hữu ích trong sự so sánh tương quan của một biểu hiện đá với một biểu hiện đá khác, cả giữa và trong phạm vi các bồn trầm tích riêng lẻ. Theo đó, các tên gọi tầng bậc địa phương đã được nghĩ ra và chúng vẫn được sử dụng ở một mức độ nào đó cho đến ngày nay kể cả khi ngày càng có nhiều tên gọi tầng bậc quốc tế được sử dụng. Vì vậy, trong bồn trầm tích Anh-Wales, thường có các dẫn chiếu tới các tầng như tầng Downton, tầng Ditton, tầng Brecon và tầng Farlow trong các tài liệu địa chất cũ. Sự tồn tại của một số bồn trầm tích khác biệt trên khắp nước Anh đã được thiết lập.

### Bồn Orcadie
Bồn Orcadie trải dài trên một khu vực rộng lớn ở đông bắc Scotland và các vùng biển lân cận. Nó bao gồm vịnh hẹp Moray và các vùng đất liền kề, Caithness, Orkney và một phần của Shetland. Phía nam của vịnh hẹp Moray hai bồn phụ riêng biệt được xác nhận tại Turriff và tại Rhynie. Bồn này dày hơn 4 kilômét (13.000 ft) ở các vùng của Shetland. Bồn chính được coi là bồn nội núi do sự tách giãn lớp vỏ trái đất liên quan đến sự mở rộng hậu Caledonia, có thể đi kèm với đứt gãy trượt dọc theo hệ thống đứt gãy Great Glen.

### Argyll

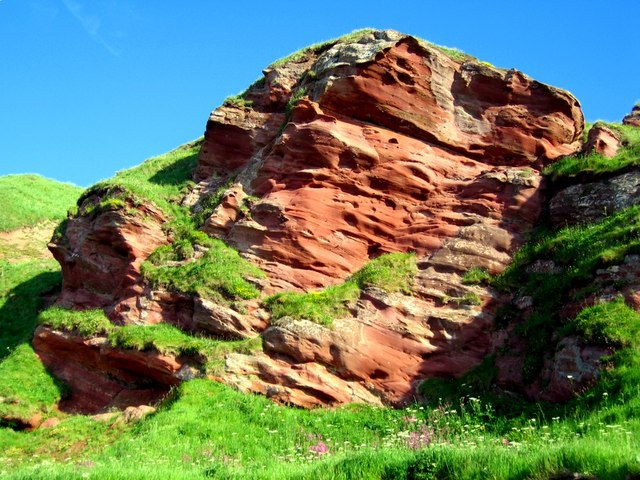
Sa thạch đỏ cổ tại Gardenstown, Aberdeenshire.

Có một sự phân tán các lộ vỉa của sa thạch đỏ cổ xung quanh Oban và đảo Kerrera trên bờ biển Cao nguyên Scotland, khu vực này đôi khi được gọi là thành hệ sa thạch Kerrera. Thành hệ đá này dày tới 128m trong khu vực điển hình của nó và bao gồm các sa thạch và cuội kết màu xanh lục và đỏ, thường chứa các mảng đá vụn lớn hình elip khá thuôn tròn (bề ngang 10–30 cm hoặc 4-12 inch), đi kèm với các loại bột kết, đá bùn và đá vôi. Ở đảo Kerrera, các tảng lăn cuội kết andesit nằm không chỉnh hợp trên các đá bảng pyrit màu đen Dalriada (đá bảng Easdale) của phân nhóm Easdale. Ở Oban chỉ đơn thuần là sự tiếp xúc xói mòn kết hợp các mảnh vụn của đá bảng trong một cuội kết ở đáy. ORS xung quanh Oban được coi là có tuổi từ Silur muộn nhất (tầng Pridoli) đến Devon sớm nhất. Chúng được diễn giải như là những quạt bồi tích lấp đầy một bồn trầm lắng từ phía đông và đông bắc. Các khối sót ngoài nhỏ xuất hiện gần Taynuilt và hai bên hồ Loch Avich. Các đôi tích đặc biệt rõ ràng trên đảo Kerrera nơi chúng tạo thành đá móng ngang qua một nửa của hòn đảo. Chúng được che phủ bởi peperit và các dung nham cao nguyên Lorne bazan và andesit. ORS trên đảo Kerrera và các địa phương cô lập ở xung quanh Oban được biết đến nhờ các hóa thạch của chúng, đặc biệt là cá.

### Thung lũng Midland ở Scotland
Địa hào thung lũng Midland được xác định bởi Đứt gãy Ranh giới Cao nguyên ở phía bắc và Đứt gãy Cao địa Nam bộ ở phía nam chứa không chỉ là một lượng đáng kể các loại đá trầm tích sa thạch đỏ cổ mà còn cả đá magma ở độ tuổi này gắn với hoạt động mở rộng của núi lửa. Có một phần trồi lên liên tục dọc theo Đứt gãy Ranh giới Cao nguyên từ Stonehaven trên bờ biển Bắc đến Helensburgh và xa hơn tới Arran. Một chuỗi các phần trồi lên ít kết nối hơn xuất hiện dọc theo đường Đứt gãy Cao địa Nam bộ từ Edinburgh đến Girvan. Sa thạch đỏ cổ thường xuất hiện cùng với các thành hệ cuội kết, một trong những lộ thiên vách núi đá đáng chú ý là Khu bảo tồn thiên nhiên Fowlsheugh, Kincardineshire.

### Biên giới Scotland
Một chuỗi các phần trồi lên xuất hiện từ East Lothian về phía nam qua Berwickshire. Bất chỉnh hợp Huton nổi tiếng tại mũi Siccar xuất hiện trong bồn này - xem Lịch sử nghiên cứu dưới đây.

### Bồn Anh-Wales
Bồn tương đối lớn này trải dài trên phần lớn nam Wales từ miền nam Pembrokeshire ở phía tây qua Carmarthenshire đến Powys và Monmouthshire và qua phía nam các vùng đất biên giới xứ Wales, đặc biệt là vào Herefordshire, Worrouershire và Gloucestershire. Các khối sót ngoài ở Somerset và bắc Devon hoàn thành phạm vi của bồn này.
Ngoại trừ phía nam Pembrokeshire, tất cả các phần của bồn này được thể hiện bằng một loạt các thạch học được gán cho Hạ Devon và Thượng Devon, sự tiếp xúc giữa hai bên là bất chỉnh hợp và đại diện cho sự gián đoạn hoàn toàn của bất kỳ phân tập Trung Devon nào. Các thành hệ thấp nhất thuộc độ tuổi Silur muộn, chúng là thành hệ sa thạch lâu đài Downton và thành hệ đá bột Raglan nằm trên, ngoại trừ ở Pembrokeshire, nơi một loạt các thành hệ phức tạp hơn được công nhận. Ở phía đông của bồn, đỉnh của đá bột Raglan được đánh dấu bằng một trầm tích vôi là đá vôi Bishop's Frome. Thành hệ Devon thấp nhất là thành hệ St Maughans, bản thân nó được bao phủ bởi thành hệ Brownstones mặc dù với sự xen vào của thành hệ Senni trên phần lớn khu vực của nó. Phân tập Thượng Devon khá mỏng hơn và bao gồm một loạt các thành hệ bị hạn chế nhiều hơn ở bên. Trong Brecon Beacons, thành hệ móng Cao nguyên bị che phủ bất chỉnh hợp bởi thành hệ Grey Grits mặc dù ở xa hơn về phía đông thì các bộ phận này được thay thế bởi Nhóm Cuội kết Thạch anh, tự bản thân nó được chia thành nhiều thành hệ khác nhau.

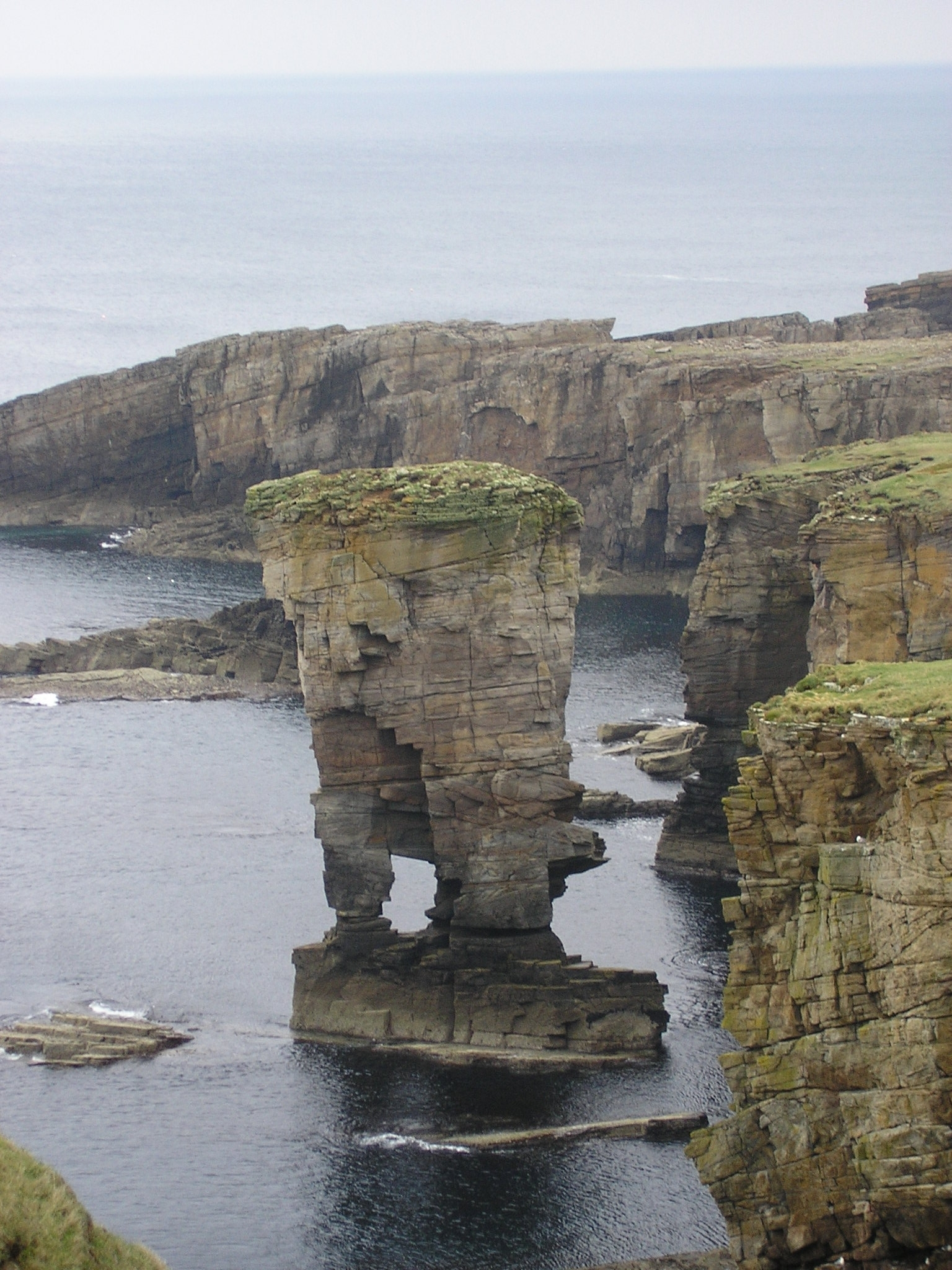
Sa thạch đỏ cổ dưới tại Yesnaby, Orkney, một loại sa thạch trầm tích gió phân lớp xiên chéo.

#### Pembrokeshire
Phân tập ở Pembrokeshire khác với phần chính của bồn và rơi vào hai phần.
Ở Bắc Pembrokeshire về phía bắc đứt gãy Ritec, cả ORS giữa và trên đều bị thiếu chỉ có ORS dưới; nó được chia thành nhóm Milford Haven sớm hơn, bao gồm các thành hệ theo thứ tự tăng dần là Red Cliff, Sandy Haven và Gelliswick Bay, và nhóm Cosheston muộn hơn, một lần nữa theo thứ tự tăng dần, thành phần của nó là các thành hệ Llanstadwell, Burton Cliff, Mill Bay, Lawrenny Cliff và New Shipping. Chúng tương ứng với các thành hệ Temeside, đá bột Raglan và St Maughans của phần trung tâm và phần đông của bồn.
- - Thiếu ORS giữa và trên -
- Nhóm Cosheston
  - Thành hệ New Shipping
  - Thành hệ Lawrenny Cliff
  - Thành hệ Mill Bay
  - Thành hệ Burton Cliff
  - Thành hệ Llanstadwell
- Nhóm Milford Haven
  - Thành hệ Gelliswick Bay
  - Thành hệ Sandy Haven (bao gồm vỉa Townsend Tuff)
  - Thành hệ Albion Sands / Thành hệ Lindsway Bay
  - Thành hệ Red Cliff

Ở phía nam Pembrokeshire về phía nam đứt gãy Ritec, theo thứ tự tăng dần, ORS dưới được đại diện bởi các thành hệ Freshwater East, Moors Cliff và Freshwater West. Chúng bị che phủ bất chỉnh hợp bởi thành hệ Cuội kết Ridgeway. ORS giữa bị thiếu trong khi ORS trên được thể hiện bằng các thành hệ Gupton và West Angle.
- Nhóm sa thạch Skrinkle
  - Thành hệ West Angle
  - Thành hệ Gupton
- - phần của ORS giữa bị thiếu -
- Thành hệ Cuội kết Ridgeway
- Nhóm Milford Haven
  - Thành hệ Freshwater West (bao gồm Đoạn đá bột đảo Rat và Đoạn sa thạch Conigar Pit)
  - Thành hệ Moors Cliff (bao gồm Đoạn trầm tích vôi mũi Chapel và Vỉa Townsend Tuff)
  - Thành hệ Freshwater East

Thành hệ Freshwater East và thành hệ Red Cliff tương ứng ở bắc Pembrokeshire, đều có niên đại Silur muộn.

### Anglesey
Một bồn trầm tích nhỏ và riêng biệt tồn tại ở đây, nơi cả trầm tích bồi tích và trầm tích hồ được ghi nhận. Cả ORS giữa và trên đều bị thiếu nhưng ORS dưới được biểu diễn, theo thứ tự tăng dần, bởi các thành hệ Bodafon, Traeth Bach, Porth y Mor và Traeth Lligwy. Trầm tích vôi cũng được ghi nhận đại diện cho đất giàu cacbon được phát triển giữa các giai đoạn lắng đọng trầm tích. Ngày nay, phần trồi lên chiếm một vùng hẹp từ vịnh Dulas trên bờ biển phía đông bắc Anglesey, về phía nam đến thị trấn Llangefni.

## Lịch sử nghiên cứu
Năm 1787, James Hutton đã lưu ý đến cái mà ngày nay được biết đến như là bất chỉnh hợp Hutton tại Inchbonny, Jedburgh, và vào đầu năm 1788, ông cùng John Playfair đến bờ biển Berwickshire và tìm thấy nhiều ví dụ về phân tập này trong các thung lũng Tower và Pease Burns gần Cockburnspath. Sau đó, họ đi thuyền từ Dunglass Burn về phía đông dọc theo bờ biển cùng với nhà địa chất học James Hall xứ Dunglass và tại mũi Siccar đã tìm thấy cái mà Hutton gọi là "một bức tranh tuyệt đẹp về nơi tiếp giáp được biển rửa sạch", nơi sa thạch đỏ cổ 345 triệu năm tuổi che phủ greywacke Silur 425 triệu năm tuổi.
Vào đầu thế kỷ 19, cổ sinh vật học của thành hệ đã được nghiên cứu chuyên sâu bởi Hugh Miller, Henry Thomas De la Beche, Roderick Murchison và Adam Sedgwick. Diễn giải của Sedgwick đặt nó trong kỷ Devon: ông là người đã đặt tên cho kỷ này. Thuật ngữ 'Sa thạch đỏ cổ' ban đầu được sử dụng vào năm 1821 bởi nhà tự nhiên học và nhà khoáng vật học người Scotland Robert Jameson để chỉ những lớp đá đỏ nằm dưới 'Núi đá vôi', tức là đá vôi kỷ Than đá. Vào thời gian đó, chúng được cho là phiên bản Anh của Rotliegend của Đức, trên thực tế là ở kỷ Permi. Nhiều trong số các tranh luận ban đầu của khoa học địa tầng là về sa thạch đỏ cổ.
Trong các công trình địa chất cũ có trước các lý thuyết về kiến tạo mảng, thành hệ Catskill Delta của Hoa Kỳ đôi khi cũng được nói tới như là một phần của sa thạch đỏ cổ. Ngày nay, người ta nhận ra rằng cả hai không liên tục về địa tầng nhưng rất giống nhau do được hình thành gần như cùng lúc bởi các quá trình tương tự.

## Sử dụng làm đá xây dựng

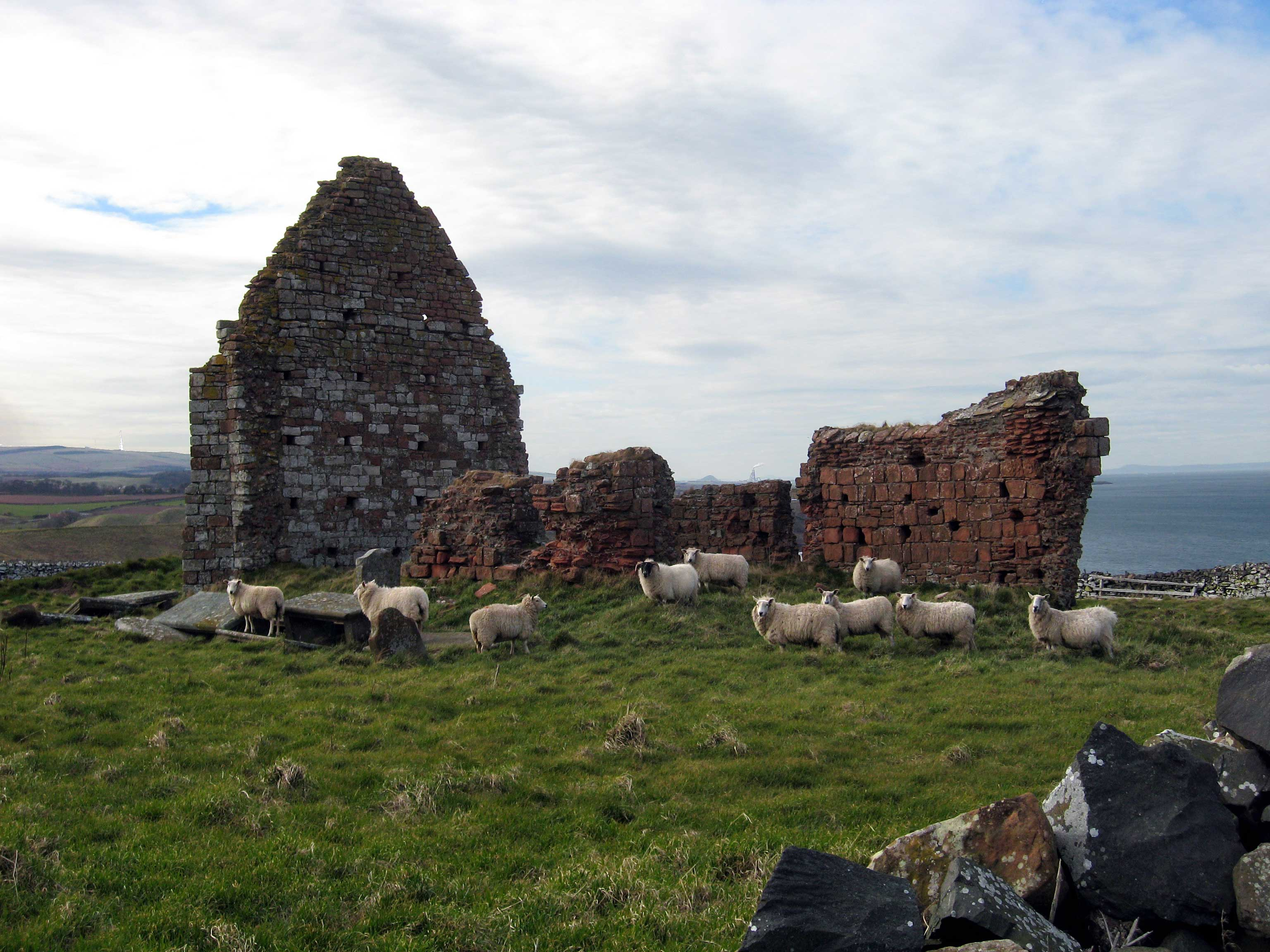
Nhà nguyện St. Helen tại mũi Siccar có những bức tường bằng sa thạch đỏ cổ, với greywacke được sử dụng ở mặt trong và những con đê xếp đá xung quanh.

Sa thạch đỏ cổ đã được sử dụng rộng rãi làm đá xây dựng trên khắp các khu vực nơi nó lộ thiên. Các ví dụ đáng chú ý về việc sử dụng nó có thể được tìm thấy ở khu vực xung quanh Stirling, Stonehaven, Perth và Tayside. Cư dân Caithness ở mỏm đông bắc Scotland cũng sử dụng đá ở một mức độ đáng kể. Sa thạch đỏ cổ cũng thường xuyên được sử dụng trong xây dựng ở Herefordshire, Monmouthshire và Brecknockshire trước đây (nay là phía nam Powys) ở miền nam xứ Wales.

### Các tòa nhà đáng chú ý
Canada

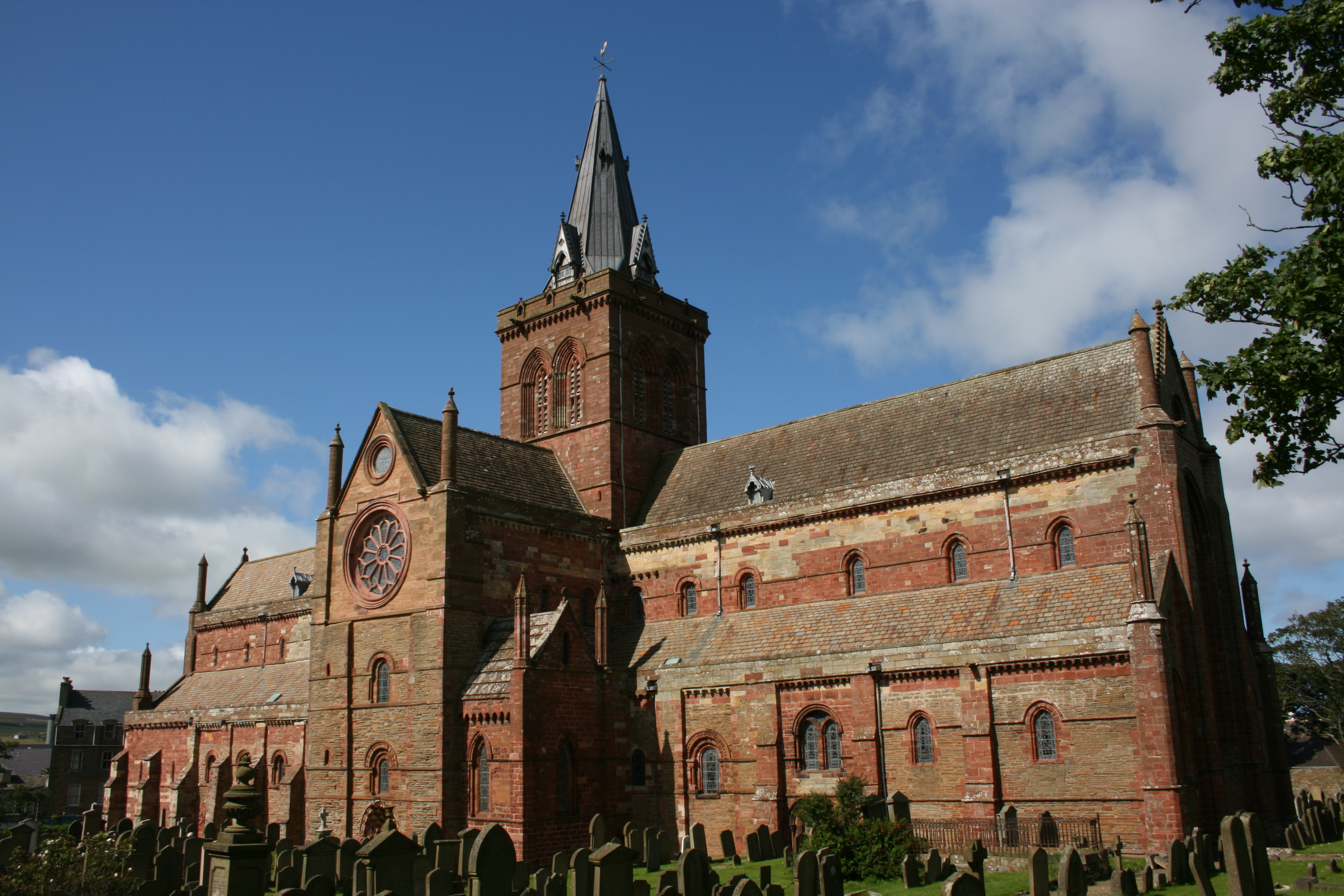
Nhà thờ St Magnus, Kirkwall, Orkney, được xây dựng bằng đá sa thạch khai thác tại địa phương.

- Tòa nhà bảo hiểm nhân thọ New York, Montreal.

Anh
- Lâu đài GoodRich, Herefordshire[22]
- Hội Trường chợ Ross-on-Wye, Herefordshire
- Lâu đài Shrewsbury, Shropshire
- Nhà thờ Hereford, Herefordshire

Scotland
- Tu viện Arbroath, Angus
- Lâu đài Muchalls, Aberdeenshire
- Nhà thờ St Magnus, Orkney[23]
- Nhà giam Stonehaven, Aberdeenshire

Wales
- Lâu đài Raglan, Monmouthshire[22]
- Tu viện Tintern, Monmouthshire  and [22]
- Nhà thờ Brecon, Powys